# Ellen Gracie Northfleet

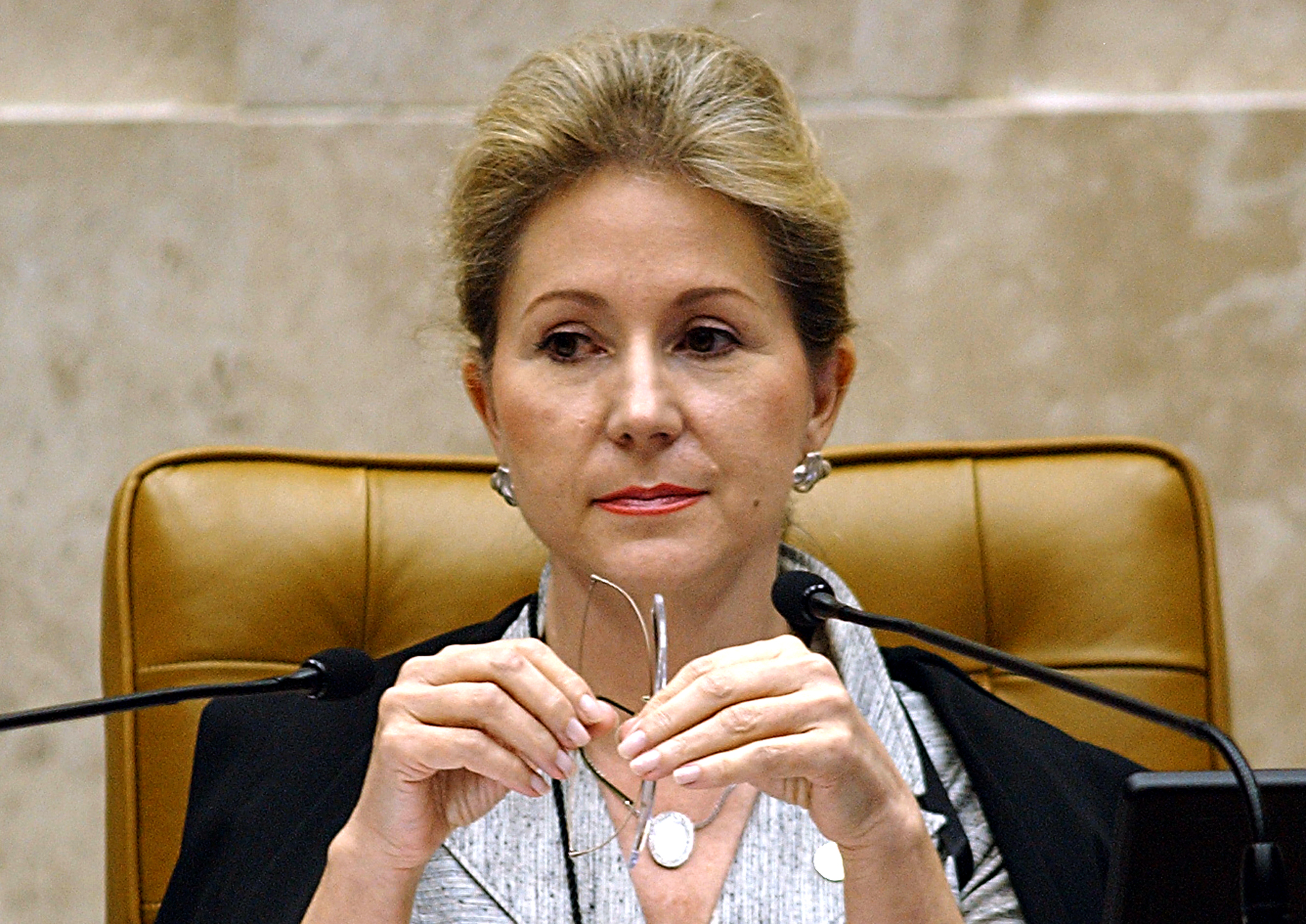
Ellen Gracie Northfleet (2006)

Ellen Gracie Northfleet (* 16. Februar 1948 in Rio de Janeiro) ist eine brasilianische Juristin. Von 2006 bis 2008 war sie die erste weibliche Präsidentin des Supremo Tribunal Federal, des obersten brasilianischen Bundesgerichts.

## Leben und Wirken
Northfleet studierte Rechtswissenschaften an der Universidade Federal do Rio Grande do Sul, wo sie 1970 ihren Abschluss machte. Anschließend war sie als Gerichtsreferendarin in Rio Grande do Sul tätig, bevor sie 1973 an die dortige Bundesstaatsanwaltschaft wechselte. 1982 erwarb sie an der Universidade Federal do Rio Grande do Sul noch einen spezialisierten Abschluss in Sozialanthropologie. 1989 wurde sie Richterin am für die 4. Region zuständigen Bundesberufungsgericht, dessen Präsidentin sie von 1999 bis 2000 war. Zudem gehörte sie von 1990 bis 1991 dem Regionalen Wahlgericht von Rio Grande do Sul an. Von 1991 bis 1992 forschte sie als Fulbright-Stipendiatin zum Thema Verwaltung der Justiz an der Library of Congress.
Am 14. Dezember 2000 wurde Northfleet zur Richterin am Supremo Tribunal Federal, dem Obersten Bundesgericht Brasiliens ernannt. Dort war sie Mitglied der Geschäftsordnungskommission (2001/2002), gehörte der Dokumentationskommission an (2002) und leitete die Rechtsprechungskommission (2008–2011). Sie war außerdem von 2001 bis 2004 als ordentliche Richterin am Obersten Wahlgericht tätig und übernahm zuletzt den stellvertretenden Vorsitz dieses Gerichts. Von 2004 bis 2006 fungierte sie als stellvertretende Präsidentin des Obersten Bundesgerichts. 2006 wurde als erste Frau zur Präsidentin des Obersten Bundesgerichts ernannt und war gleichzeitig Präsidentin des Nationalen Justizrats. Ihre Amtszeit als Präsidentin endete 2008. Am 8. August 2011 endete durch den Ruhestand auch ihre Karriere als Richterin. Anschließend nahm sie eine Tätigkeit als Rechtsanwältin in Brasilien an und wurde Mitglied des international agierenden Tabakkonzerns Souza Cruz. Außerdem fungierte sie als private Schiedsrichterin.
Neben ihrer Tätigkeit als Richterin war Northfleet auch in der akademischen Lehre tätig, indem sie als Honorarprofessorin Verfassungsrecht an der Universität von Vale do Rio dos Sinos unterrichtete.